# Ahmad Mahmud Fu’ad
Ahmad Mahmud Fu’ad (arab. أحمد محمود فؤاد) – egipski zapaśnik walczący w stylu klasycznym. Mistrz Afryki w 1969 i 1971 roku.